# Орлово гнездо (заслон)
Заслон „Орлово гнездо“ е туристически заслон на 1534 метра надморска височина в Троянска планина, дял от Средна Стара планина.
Представлява масивна едноетажна сграда с вътрешни санитарни възли и баня. Заслонът разполага с две спални, две стаи с по две легла, една стая с четири легла и нар за 15 души. Освен това разполага с трапезария, барбекю и кухня. Работи целогодишно.
Заслон Орлово гнездо е пункт от маршрута Ком-Емине между хижите Козя стена и Дерменка.

## Съседни туристически обекти
- хижа Козя стена – 3.30 часа
- хижа Дерменка – 1.30 часа
- хижа Певците – 2 часа
- хижа Пешова мъка – 45 минути

## Изходни точки
- местност Беклемето – 1.30 часа
- жп спирка Кърнаре (спирка на Подбалканската линия) – 4 часа